# Apocarotenoide
Los apocarotenoides o apocarotenos son un tipo de carotenoide que posee un esqueleto con menos de 40 átomos de carbono, que resulta de la pérdida de moléculas en uno o ambos extremos del carotenoide original.
Entre los apocaretenoides naturales están el apocarotenal del níspero, la bixina del achiote, la crocetina del azafrán; también se encuentran en las flores de Boronia.
Los apocarotenoides son derivados de la degradación oxidativa de los carotenoides o degradación de Glover-Redfearn.

## Apocarotenos
- Apocarotenal
- Bixina
- Crocetina
- Isobixina
- Norbixina